# Shangri-La (Yunnan)
Shangri-La (in cinese:香格里拉S, XiānggélǐlāP, 中甸S, ZhōngdiānP, zung1din6J; in tibetano: སེམས་ཀྱི་ཉི་ཟླ།, sems kyi nyi zlaW, Semkyi'nyidaP) è una città-contea della Cina, situata nella provincia di Yunnan e amministrata dalla prefettura autonoma tibetana di Dêqên.